# 谷直樹 (建築学者)
谷 直樹（たに なおき、1948年（昭和23年）- ）は日本の建築史学者。大阪市立大学名誉教授、大阪くらしの今昔館前館長。
専攻は日本建築史、博物館学。主に上方を中心とした近世建築史を研究している。

## 経歴
1948年兵庫県姫路市に生まれる。1967年大阪府立大手前高校卒業。京都大学工学部建築学科、同学大学院工学研究科修了。堺市博物館主任研究員を経て、1986年大阪市立大学生活科学部講師。1990年同学助教授、1996年同教授。同学大学院生活科学研究科長、文化交流センター所長を兼任し、2012年退官と同時に名誉教授。大阪くらしの今昔館館長を勤めた（）。

## 栄誉栄典
- 2008年 日本建築学会賞[要出典]
- 2010年 日本建築学会教育賞[4][6]。
- 2015年 日本建築学会教育賞[要出典]
- 2018年 日本建築学会著作賞『いきている長屋 : 大阪市大モデルの構築』に対して[7]。

## 主な著作

### 単著・単編
大坂城と中井家
- （著者）『中井家大工支配の研究』思文閣出版、1992年、ISBN 4784207074、NCID BN07536955
- （編者）『大工頭中井家建築指図集 : 中井家所蔵本』思文閣出版、2003年、ISBN 4784211489、NCID BA62985222

大坂の暮らし
- （著者）『町に住まう知恵 : 上方三都のライフスタイル』平凡社、2005年、ISBN 4582544304

### 共著・共編
- （編著）『世界遺産をつくった大工棟梁 : 中井大和守の仕事』、谷直樹、新谷昭夫（編集）、大阪市立住まいのミュージアム（監修・発行）。NCID BA89920512
  - 谷 直樹「中井大和守の建築指図」、2008年、NCID BB22243685
  - 第2巻。谷 直樹、深田 智恵子「大坂の陣と大坂城・四天王寺・住吉大社の建築」、2012年。NCID BB12319918
  - 第3巻。中井 正知、谷 直樹、山本 紀美、戸柱 美智代「天下人の城大工」、2015年。NCID BB19460175
- 谷直樹、竹原義二 編著『いきている長屋 : 大阪市大モデルの構築』大阪公立大学共同出版会、2013年、ISBN 9784907209032

### 主な論文
大坂の蔵屋敷
各論
- 谷 直樹、植松 清志「大坂蔵屋敷と蔵屋敷祭り (特集 今、CELが問う1 都市)」『CEL』第53号、大阪ガスエネルギー・文化研究所、2000年6月、75-77頁。NAID 40004794799
- 谷 直樹、中嶋 節子、植松 清志「大坂蔵屋敷の住居史的研究」『住宅総合研究財団研究年報』第28巻第0号、0916-1864、一般財団法人 住総研、2002年、131-142頁。NAID 130006730531、doi:10.20803/jusokennen.28.0_131
- 植松 清志、谷 直樹「大坂蔵屋敷の年中行事と蔵屋敷祭礼について : 島原藩・佐賀藩を中心に」『生活科学研究誌』第3号、1348-6926、55-64頁。NAID 120006006453、doi:10.24544/ocu.20180308-158

各藩（50音順）
- 岡山藩
  - 谷 直樹、俵原 敬子「岡山藩大坂蔵屋敷の建築指図について(建築史・意匠)」『日本建築学会中国支部研究報告集』第16号、日本建築学会	、1991年3月、377-380頁。NAID 110006969553
  - 俵原 敬子、谷 直樹「岡山藩大坂蔵屋敷の建築指図について(計画系)(中国支部)(1990年度支部研究発表梗概)」『建築雑誌. 建築年報』第1991巻、日本建築学会、1991年9月、139頁。NAID 110003802639

- 高知藩
  - 植松 清志、谷 直樹「9043 高知藩の大坂蔵屋敷について」『学術講演梗概集. F-2, 建築歴史・意匠』第1999号、1341-4542、日本建築学会、1999年7月、85-86頁。NAID 110004153184

- 佐賀藩
  - 植松 清志、中嶋 節子、谷 直樹「佐賀藩大坂蔵屋敷について」『日本建築学会計画系論文集』第65巻第530号、1340-4210、日本建築学会、2000年、221-227頁。NAID 110004657472、doi:10.3130/aija.65.221_2

- 徳島藩
  - 植松 清志、谷 直樹「徳島藩大坂蔵屋敷の建築構成について (居住環境分野)」『生活科学研究誌』第6巻、1348-6926、大阪市立大学、2007年、45-53頁。NAID 110006648048。掲載誌別題『Journal of human life science』

- 植松 清志、谷 直樹「9004 徳島藩大坂蔵屋敷について(建築史・建築意匠・建築論)」『日本建築学会近畿支部研究報告集. 計画系』第47号、1345-6652、日本建築学会、2005年5月、813-816頁。NAID 110007052726
- 植松 清志、谷 直樹「徳島藩大坂蔵屋敷の建築構成について」『生活科学研究誌』第6号、1348-6926、2008年3月、45-53頁。NAID 120006006386、doi:10.24544/ocu.20180308-091
- 弘前藩
  - 植松 清志、谷 直樹「9005 弘前藩大坂蔵屋敷の建築構成について(建築史・建築意匠・建築論)」『日本建築学会近畿支部研究報告集. 計画系』第39号、1345-6652、日本建築学会、1999年5月、917-920頁。NAID 110007051109

- 松代藩
  - 植村 清志、谷 直樹「松代藩の大坂蔵屋敷について」『大阪市立大学生活科学部紀要』第47号、0385-8642、大阪市立大学生活科学部、1999年、63-71頁。NAID 110000124860

月刊百科『ミュージアムの暮らし一二か月』平凡社
- 第554号「(新連載・1)なにわ大坂の正月風景」、2008年12月、10-15頁。NAID 40016348019
- 第555号「(2)なにわ大坂の節分と会所屋敷」、2009年01月、16-21頁。NAID 40016418176
- 第556号「(3)大坂の町屋の復元」、2009年2月、20-25頁。NAID 40016447616
- 第557号「(4)なにわ大坂の雛祭りと花見」、2009年3月、44-49頁。NAID 40016484281
- 第558号「(5)路地(ろうじ)の大坂」、2009年4月、60-66頁。NAID 40016594624
- 第560号「(7)なにわ大坂の祭り月」、2009年6月、40-46頁。NAID 40016684310